# Радко Богоев
Радко Милентиев Богоев (на македонска литературна норма: Ратко Милентиев Богоев) е югославски партизанин и деец на НОВМ.

## Биография
Роден е на 20 март 1922 година в град Гостивар. Между 1939 и 1940 учи в Скопие. След това влиза в Електро-машиненния факултет на Белградския университет. Там става член на СКМЮ. През 1941 година влиза в ЮКП и в местния комитет на ЮКП за Скопие. От септември 1942 до септември 1944 година лежи в затвора. Влиза в НОВМ и става политически комисар на батальон. По-късно е сътрудник на отдел Агитационна пропаганда на Главния щаб на НОВ и ПОМ. В периода септември 1945-април 1947 година е капитан от ОЗНА, а по-късно и началник на Събранието на Социалистическа република Македония. След разрива между Тито и Сталин е арестуван през септември 1948 година и вкаран в лагера Голи Оток до март 1954 година. След това работи в различни търговски предприятия. Носител е на Партизански възпоменателен медал 1941 година.